# USS LST-764
O USS LST-764 foi um navio de guerra norte-americano da classe LST que operou durante a Segunda Guerra Mundial.